# Kasper Wielopolski
Kasper Wielopolski (zm. 1636) – podstarości biecki (1590), sędzia grodzki biecki (1592), podsędek ziemski krakowski (1597), sędzia ziemski krakowski (1605), podkomorzy krakowski (1623).
Poseł na sejm 1631 roku.
Twórca podstawy majątkowej i politycznej gałęzi klęczańskiej rodu Wielopolskich. Majątek pomnażał pożyczając pieniądze okolicznej szlachcie, bezwzględny w egzekwowaniu należności, niejednokrotnie przejmował obciążone dobra. Na ów majątek składały się dobra dziedziczne z kluczem kobylańskim na czele, oraz dzierżone w województwie krakowskim królewszczyzny, nadto kompleks wsi dokupionych do wniesionej przez jego żonę w posagu wsi Stempiny, oraz klucz majątków w okolicy Wiśnicza. Czynny uczestnik życia politycznego swojego województwa. Poseł na zjazd opozycji w Lublinie (1606), poseł na sejm (1609) i (1631), dwukrotnie wybrany marszałkiem sejmiku proszowskiego (1630). W czasie rokoszu Zebrzydowskiego opowiedział się po stronie dworu królewskiego.